# Sophie Wilmès
Sophie Wilmès (Ixelles, 1975. január 15. –) belga politikus. 2019. október 27-től 2020. október 7-ig Belgium miniszterelnökeként tevékenykedett.

## Életpályája
Wilmès 1998-ban kezdte pályafutását az Európai Bizottság pénzügyi tanácsadójaként. 2005-ben csatlakozott egy kereskedelmi jogra szakosodott ügyvédi irodához.
2014-ben a Képviselőház tagja majd 2015 a kormány tagja lett.